# Changajbergen

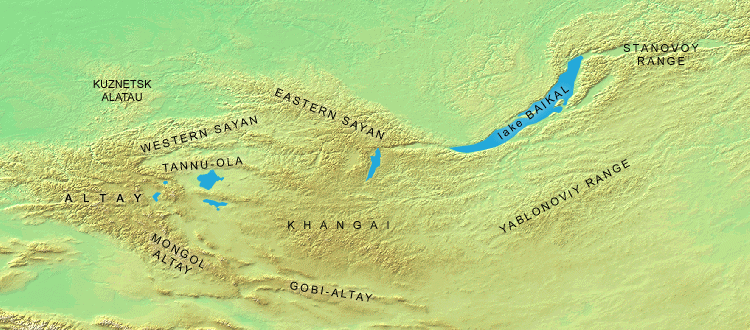
Karta med bergen med engelska stavningen "Khangai"

Changajbergen är ett bergsområde i centrala Mongoliet, norr om Gobiöknen. Högsta toppen är Otgon Tenger Uul på cirka 4000 meter över havet. 